# Radmila Zygouris
Radmila Zygouris, née à Belgrade en 1934, est une psychanalyste française d’origine serbe, cofondatrice de la revue L'Ordinaire du psychanalyste et de la Fédération des ateliers de psychanalyse.elle a un chat qui s’appelle Zima

## Biographie
Adoptée par un oncle grec, elle est scolarisée en Allemagne, puis passe son adolescence à Buenos Aires. Après des études en Argentine et en Suisse, elle s'établit en France à partir de 1956 et devient psychologue à l'hôpital Necker-Enfants malades dans le service de Jenny Aubry, où elle fait la connaissance de Ginette Raimbault. Elle publie avec celle-ci l'ouvrage Corps de souffrance, corps de savoir, à partir d'entretiens conduits avec des médecins sur les enfants atteints de maladies héréditaires et leurs parents. Elle fait une première analyse avec Serge Leclaire et elle est membre de l'École freudienne de Paris, et est nommée analyste didacticienne (Analyste de l'École (AE) », après une analyse didactique avec Maria Torok en 1979-1980,. Elle participe aux activités de l'École freudienne de Paris depuis sa fondation en 1967 jusqu'à sa dissolution en 1980, mais elle ne suit pas Lacan lorsqu'il dissout les activités de son école, et participe à la fondation de la Fédération des ateliers de psychanalyse,.

## Activités éditoriales
Elle cofonde en 1973 la revue L'Ordinaire du psychanalyste. Cette revue, qui publie 12 numéros de 1973 à 1978, édite les articles des membres de l'École freudienne de Paris. Elle publie en 2012 les articles parus, accompagnés d'un entretien avec le psychanalyste Pierre Babin, dans le livre L'Ordinaire, symptôme,. 
En 1979, elle participe, sous la direction d'Octave Mannoni, à l'ouvrage collectif Des Psychanalystes vous parlent de la mort.

## Publications
- Corps de souffrance, corps de savoir, avec Ginette Raimbault, Lausanne, L'Âge d'Homme, 1976.
- Sortilèges de la scène traumatique, Les traumatismes psychiques, Bloc-notes de la psychanalyse n° 12, Genève, Georg, 1993.
- L'Enfant et sa maladie. Psychanalyse et consultation hospitalière, avec Ginette Raimbault, Privat, 1993  (ISBN 9782708912571)
- Ah les belles leçons (en portugais)[réf. souhaitée]
- Le regard sauvage, Chimères, n°14, 1991, p. 81-93, [lire en ligne]
- O Vínculo inédito  (ISBN 9788571372108)
- Pulsões de vida,  traduit par  Caterina Koltai et Carmen Lúcia M Valladares,  (ISBN 9788571371392)
- Psicnanalise e psicoterapia  (ISBN 9788576361022)
- Después de Lacan: encuentros y despedidas, ediciones Portezuelo,  (ISBN 9789872210113)[3]
- L'Enfant de la jubilation, Chimères, no 37, 1999, p. 105-124, [lire en ligne]
- Les Ahuris et le concept ou Le Moi-Espèce, in Patrick Chemla (dir.), Aux limites du sujet, p. 9-24, Erès, 2006  (ISBN 9782749205892)
- L'Ordinaire, symptôme, Paris, Éd. d'Octobre, 2012  (ISBN 9782953462319)